# کریس اپلهانس
کریس اپلهانس (انگلیسی: Chris Appelhans) تصویرگر، طراح صحنه و کارگردان فیلم اهل ایالات متحده آمریکا است که در آیداهو به دنیا آمده است. آثار هنری مستقل او در نگارخانه‌هایی در سراسر ایالات متحده به نمایش درآمده‌اند. او به‌خاطر تصویرگری دو کتاب کودک با نام‌های یک سگ تازی، یک خوک خاکی و اسپارکی! شناخته می‌شود. اپلهانس در سال ۲۰۱۵ برندهٔ جایزهٔ کتاب منتخب کودکان شد. همچنین نویسنده و کارگردان فیلم اژدهای آرزو محصول سال ۲۰۲۱ است.
او در سال ۲۰۱۲ با نویسندهٔ آمریکایی، مورین گو، ازدواج کرد و همراه با او در لس آنجلس زندگی می‌کند. پسر آن‌ها در سال ۲۰۲۰ به دنیا آمد.

## فیلم‌شناسی
| سال  | عنوان                 | فعالیت به عنوان | فعالیت به عنوان | فعالیت به عنوان  | فعالیت به عنوان | توضیحات                                                |
| سال  | عنوان                 | کارگردان        | نویسنده         | استوری‌برد آرتیست | سایر            | توضیحات                                                |
| ---- | --------------------- | --------------- | --------------- | ---------------- | --------------- | ------------------------------------------------------ |
| ۲۰۰۶ | خانه هیولا            | نه              | نه              | نه               | آری             | Character Designer Concept Artist                      |
| ۲۰۰۸ | شهر اخگر              | نه              | نه              | نه               | آری             | Concept Artist                                         |
| ۲۰۰۹ | کورالاین              | نه              | نه              | نه               | آری             | تصویرگر                                                |
| ۲۰۰۹ | آقای فاکس شگفت‌انگیز   | نه              | نه              | نه               | آری             | Environment Designer                                   |
| ۲۰۰۹ | شاهدخت و قورباغه      | نه              | نه              | نه               | آری             | Visual Development Artist                              |
| ۲۰۱۱ | گربه چکمه‌پوش          | نه              | نه              | نه               | آری             | Visual Development Artist                              |
| ۲۰۱۲ | ظهور نگهبانان         | نه              | نه              | نه               | آری             | Additional Story Material طراح شخصیت                   |
| ۲۰۱۶ | فیلم پرندگان خشمگین   | نه              | نه              | نه               | آری             | Additional Artist                                      |
| ۲۰۱۹ | پارک شگفت‌انگیز        | نه              | نه              | آری              | نه              |                                                        |
| ۲۰۲۱ | اژدهای آرزو           | آری             | آری             | نه               | آری             | نخستین فیلم Role: Hot Towel Waiter and Nomani Retailer |
| ۲۰۲۵ | شکارچیان شیاطین کی‌پاپ | آری             | آری             | نه               | نه              |                                                        |

## برای مطالعهٔ بیشتر
A Greyhound, A Groundhog
- "A Greyhound, a Groundhog by Emily Jenkins | SLJ Review". School Library Journal. Retrieved 2020-06-30.
- A Greyhound, A Groundhog (به انگلیسی). Kirkus Reviews.
- "A Greyhound, a Groundhog". Publishers Weekly. Retrieved 2020-06-30.
- Watkins, Rowboat (2017-02-10). "In Four Imaginative New Picture Books, Trees Become Houses, an Egg Hatches Into a Strange Baby Creature and More". The New York Times (به انگلیسی). ISSN 0362-4331. Retrieved 2020-06-30.

Sparky!
- "Sparky!". Publishers Weekly. Retrieved 2020-06-30.
- Sparky! (به انگلیسی). Kirkus Reviews.
- Hulick, Jeannette (2014-02-25). "Sparky! by Jenny Offill (review)". Bulletin of the Center for Children's Books (به انگلیسی). 67 (7): 371–372. doi:10.1353/bcc.2014.0214. ISSN 1558-6766.